# Giulio Girola
Giulio Girola, ne le 8 septembre 1912 à Sarzana (Ligurie) et mort le 1er novembre 1973 à Rome, est un acteur italien de cinéma et de théâtre.

## Biographie
Acteur de théatre, Giulio Girola a interprété des rôles pour la RAI naissante. Avec Paolo Stoppa, Rina Franchetti, Massimo Girotti et d'autres, il prend part à des pièces comme Il cocomero et Romolo il grande.
En 1960, il joue pour la première fois au cinéma dans La dolce vita de Federico Fellini.

## Filmographie (cinéma)
- 1960 au cinéma : La dolce vita de Federico Fellini
- 1960 : Incorrigibles Parents (Genitori in blue-jeans) de Camillo Mastrocinque
- 1961 au cinéma : Don Camillo Monseigneur (Don Camillo monsignore... ma non troppo) de Carmine Gallone
- 1962 au cinéma : Un homme à brûler (Un uomo da bruciare) des frères Taviani et de Valentino Orsini
- 1962 : Rendez-vous sur la Riviera de Mario Mattoli
- 1968 au cinéma : La révolution sexuelle (La rivoluzione sessuale) de Riccardo Ghione
- 1972 : Les Évasions célèbres, épisode Benvenuto Cellini : Le procureur
- 1973 au cinéma : Il delitto Matteotti de Florestano Vancini

## Filmographie (télévision)
- 1958 : Buon viaggio, Paolo
- 1959 : Il borghese gentiluomo
- 1961 : Adelchi
- 1964 : I grandi camaleonti (it)
- 1965 et 1972 : Le inchieste del commissario Maigret
- 1969 : I fratelli Karamazov (it)

### Crédit d'auteurs
- (it) Cet article est partiellement ou en totalité issu de l’article de Wikipédia en italien intitulé « Giulio Girola » (voir la liste des auteurs).